# Jaime Itlmann
Jaime Itlmann (Jaime Itlmann Reitich; * 14. Juli 1924 in Santiago de Chile; † 19. November 2005 in Buenos Aires, Argentinien) war ein chilenischer Sprinter, der sich auf den 400-Meter-Lauf spezialisiert hatte.
Bei den Olympischen Spielen 1948 in London schied er im Einzelbewerb und in der 4-mal-400-Meter-Staffel im Vorlauf aus.
1951 gewann er bei den Panamerikanischen Spielen in Buenos Aires Silber mit der chilenischen 4-mal-400-Meter-Stafette.
Seine persönliche Bestzeit über 400 m von 48,7 s stellte er 1947 auf.